# Fonte das Bicas (Ferreira do Alentejo)
A Fonte das Bicas é uma infra-estrutura no concelho de Ferreira do Alentejo, em Portugal.

## História
A Fonte das Bicas foi construída em 1874, por ordem do então presidente da câmara municipal de Ferreira do Alentejo, Luís António Infante Passanha. A cobertura sobre o lavadouro foi montada na década de 1970.

## Descrição
A fonte está situada na Rua do Movimento das Forças Armadas, em Ferreira do Alentejo.
Está construída com paredes em alvenaria de pedra e cal, que foram rebocadas e caiadas. No interior existem dois tanques, cobertos por uma estrutura de chapa metálica. Num dos lados da fonte existe uma lápide a indicar a construção em 1874 pela Câmara Municipal de Ferreira do Alentejo, com as armas do concelho em cima.